# Élections présidentielles sous la Cinquième République dans la Haute-Saône
Depuis l'adoption de la Constitution de la Cinquième République française en 1958, dix élections présidentielles ont eu lieu afin d'élire le président de la République. Cette page présente les résultats de ces élections dans la Haute-Saône.

## Synthèse des résultats du second tour
La Haute-Saône vote en général dans la même tendance et au même niveau que la France. En 2017 par contre, Emmanuel Macron obtient plus de 15 points de moins qu'au niveau national, Marine Le Pen frôlant la barre des 50 % (48,29 %).
| année | Répartition des exprimés | Répartition des exprimés | Participation (% des inscrits) | Blancs ou nuls (% des votants) |

| 2017 | Emmanuel Macron (51,71 %) (France : 66,10 %) | Marine Le Pen (48,29 %) (France : 33,90 %) | 79,19 % (France : 77,77 %) | 2,63 % (France : 2,47 %) |

| 2012 | François Hollande (49,64 %) (France : 51,64 %) | Nicolas Sarkozy (50,36 %) (France : 48,36 %) | 83,16 % (France : 80,35 %) | 2,45 % (France : 5,82 %) |

| 2007 | Nicolas Sarkozy (55,8 %) (France : 53,06 %) | Ségolène Royal (44,2 %) (France : 46,94 %) | 85,72 % (France : 83,97 %) | 1,81 % (France : 4,20 %) |

| 2002 | Jacques Chirac (75,77 %) (France : 82,21 %) | J.-M. Le Pen (24,23 %) (France : 17,79 %) | 76,31 % (France : 79,71 %) | 4,36 % (France : 3,38 %) |

| 1995 | Jacques Chirac (50,39 %) (France : 52,64 %) | Lionel Jospin (49,61 %) (France : 47,36 %) | 81,9 % (France : 78,38 %) | 3,61 % (France : 2,81 %) |

| 1988 | François Mitterrand (55,13 %) (France : 54,02 %) | Jacques Chirac (44,87 %) (France : 45,98 % %) | 84,01 % (France : 81,35 %) | 2,72 % (France : 2,00 %) |

| 1981 | François Mitterrand (52,67 %) (France : 51,76 %) | Valéry Giscard d'Estaing (47,33 %) (France : 48,24 %) | 82,1 % (France : 81,09 %) | 1,94 % (France : 1,62 %) |

| 1974 | Valéry Giscard d'Estaing (50,18 %) (France : 50,81 %) | François Mitterrand (49,82 %) (France : 49,19 %) | 86,45 % (France : 84,23 %) | 1,08 % (France : 0,92 %) |

| 1969 | Georges Pompidou (53,18 %) (France : 58,21 %) | Alain Poher (46,82 %) (France : 41,79 %) | 79,54 % (France : 77,59 %) | 1,55 % (France : 1,29 %) |

| 1965 | Charles de Gaulle (54,59 %) (France : 55,20 %) | François Mitterrand (45,41 %) (France : 44,80 %) | 85,66 % (France : 84,75 %) | 1,24 % (France : 1,01 %) |

|  | ▲ |

## Résultats détaillés par scrutin

### 2017
Le premier tour de l'élection présidentielle de 2017 voit s'affronter onze candidats. Emmanuel Macron arrive en tête devant Marine Le Pen et tous deux se qualifient pour le second tour. Néanmoins, avec François Fillon et Jean-Luc Mélenchon, les scores des quatre candidats ayant recueilli le plus de voix sont serrés (4,43 points entre le 1er et le 4e). Pour la première fois, aucun des candidats des deux partis politiques pourvoyeurs jusque-là des présidents de la Ve République, n'est présent au second tour. Celui-ci se tient le dimanche 7 mai et se solde par la victoire d'Emmanuel Macron, avec un total de 20 753 798 bulletins de vote en sa faveur, soit 66,10 % des suffrages exprimés, face à la candidate du Front national, qui recueille 33,90 %. Le scrutin est néanmoins marqué par une forte abstention et par un record de votes blancs ou nuls.
Dans la Haute-Saône, Marine Le Pen arrive en tête du premier tour avec 31,36 % des exprimés, suivie de Emmanuel Macron (19,59 %), François Fillon (18,05 %), Jean-Luc Mélenchon (15,88 %) et Nicolas Dupont-Aignan (5,86 %). Au second tour, les électeurs ont voté à 51,71 % pour Emmanuel Macron contre 48,29 % pour Marine Le Pen avec un taux de participation de 79,19 % des inscrits.
|             | FN          | Marine Le Pen         | 43 753  | 31,36 %    | 59 341  | 48,29 %    |  |  |
|             | EM          | Emmanuel Macron       | 27 332  | 19,59 %    | 63 541  | 51,71 %    |  |  |
|             | LR          | François Fillon       | 25 184  | 18,05 %    |         |            |  |  |
|             | LFi         | Jean-Luc Mélenchon    | 22 150  | 15,88 %    |         |            |  |  |
|             | DlF         | Nicolas Dupont-Aignan | 8 176   | 5,86 %     |         |            |  |  |
|             | PS          | Benoît Hamon          | 6 596   | 4,73 %     |         |            |  |  |
|             | NPA         | Philippe Poutou       | 2 021   | 1,45 %     |         |            |  |  |
|             | RES         | Jean Lassalle         | 1 512   | 1,08 %     |         |            |  |  |
|             | LO          | Nathalie Arthaud      | 1 325   | 0,95 %     |         |            |  |  |
|             | UPR         | François Asselineau   | 1 206   | 0,86 %     |         |            |  |  |
|             | SeP         | Jacques Cheminade     | 267     | 0,19 %     |         |            |  |  |
|             |             |                       |         |            |         |            |  |  |
|             |             |                       | Nombre  | % inscrits | Nombre  | % inscrits |  |  |
| Inscrits    | Inscrits    | Inscrits              | 179 214 |            | 179 187 |            |  |  |
| Abstentions | Abstentions | Abstentions           | 34 976  | 19,52 %    | 37 287  | 20,81 %    |  |  |
| Votants     | Votants     | Votants               | 144 238 | 80,48 %    | 141 900 | 79,19 %    |  |  |
|             |             |                       |         |            |         |            |  |  |
|             |             |                       |         | % votants  |         | % votants  |  |  |
| Blancs      | Blancs      | Blancs                | 2 820   | 1,57 %     | 11 666  | 6,51 %     |  |  |
| Nuls        | Nuls        | Nuls                  | 1 896   | 1,06 %     | 7 352   | 4,1 %      |  |  |
| Exprimés    | Exprimés    | Exprimés              | 139 522 | 77,85 %    | 122 882 | 68,58 %    |  |  |

### 2012
Hollande, désigné par le PS à la suite d'une primaire ouverte, devance Sarkozy dès le premier tour de l'élection présidentielle de 2012 : c'est la première fois qu'un président sortant est ainsi devancé. Au second tour, Sarkozy est battu mais par un écart plus faible qu'attendu.
Dans la Haute-Saône, François Hollande arrive en tête du premier tour avec 26,38 % des exprimés, suivi de Nicolas Sarkozy (25,23 %), Marine Le Pen (25,12 %), Jean-Luc Mélenchon (9,64 %) et François Bayrou (7,61 %). Au second tour, les électeurs ont voté à 49,64 % pour François Hollande contre 50,36 % pour Nicolas Sarkozy avec un taux de participation de 83,52 % des inscrits.
|                | PS             | François Hollande     | 38 661  | 26,38 %    | 68 656  | 49,64 %    |  |  |
|                | UMP            | Nicolas Sarkozy       | 36 967  | 25,23 %    | 69 659  | 50,36 %    |  |  |
|                | FN             | Marine Le Pen         | 36 807  | 25,12 %    |         |            |  |  |
|                | FG             | Jean-Luc Mélenchon    | 14 125  | 9,64 %     |         |            |  |  |
|                | MoDem          | François Bayrou       | 11 147  | 7,61 %     |         |            |  |  |
|                | DLF            | Nicolas Dupont-Aignan | 2 982   | 2,03 %     |         |            |  |  |
|                | EELV           | Éva Joly              | 2 315   | 1,58 %     |         |            |  |  |
|                | NPA            | Philippe Poutou       | 1 999   | 1,36 %     |         |            |  |  |
|                | LO             | Nathalie Arthaud      | 1 126   | 0,77 %     |         |            |  |  |
|                | S&P            | Jacques Cheminade     | 407     | 0,28 %     |         |            |  |  |
|                |                |                       |         |            |         |            |  |  |
|                |                |                       | Nombre  | % inscrits | Nombre  | % inscrits |  |  |
| Inscrits       | Inscrits       | Inscrits              | 180 646 |            | 180 598 |            |  |  |
| Abstentions    | Abstentions    | Abstentions           | 30 428  | 16,84 %    | 29 758  | 16,48 %    |  |  |
| Votants        | Votants        | Votants               | 150 218 | 83,16 %    | 150 840 | 83,52 %    |  |  |
|                |                |                       |         |            |         |            |  |  |
|                |                |                       |         | % votants  |         | % votants  |  |  |
| Blancs ou nuls | Blancs ou nuls | Blancs ou nuls        | 3 682   | 2,45 %     | 12 525  | 8,3 %      |  |  |
| Exprimés       | Exprimés       | Exprimés              | 146 536 | 97,55 %    | 138 315 | 97,55 %    |  |  |

### 2007
Au premier tour de l'élection présidentielle de 2007, Sarkozy réussit à capter une partie des voix de Le Pen et arrive largement en tête. Royal est la première femme qualifiée pour le second tour d'une élection présidentielle. Elle est battue avec une avance de 6 points.
Dans la Haute-Saône, Nicolas Sarkozy arrive en tête du premier tour avec 30,44 % des exprimés, suivi de Ségolène Royal (23,47 %), Jean-Marie Le Pen (16,48 %), François Bayrou (14,57 %) et Olivier Besancenot (4,81 %). Au second tour, les électeurs ont voté à 55,8 % pour Nicolas Sarkozy contre 44,2 % pour Ségolène Royal avec un taux de participation de 86,57 % des inscrits.
|                | UMP            | Nicolas Sarkozy      | 45 990  | 30,44 %    | 81 919  | 55,8 %     |  |  |
|                | PS             | Ségolène Royal       | 35 458  | 23,47 %    | 64 898  | 44,2 %     |  |  |
|                | FN             | Jean-Marie Le Pen    | 24 894  | 16,48 %    |         |            |  |  |
|                | UDF            | François Bayrou      | 22 010  | 14,57 %    |         |            |  |  |
|                | LCR            | Olivier Besancenot   | 7 273   | 4,81 %     |         |            |  |  |
|                | MPF            | Philippe de Villiers | 3 770   | 2,5 %      |         |            |  |  |
|                | LO             | Arlette Laguiller    | 2 531   | 1,68 %     |         |            |  |  |
|                | Les Verts      | Dominique Voynet     | 2 386   | 1,58 %     |         |            |  |  |
|                | SE             | José Bové            | 2 166   | 1,43 %     |         |            |  |  |
|                | CPNT           | Frédéric Nihous      | 2 143   | 1,42 %     |         |            |  |  |
|                | GPA            | Marie-George Buffet  | 1 914   | 1,27 %     |         |            |  |  |
|                | CNRSP          | Gérard Schivardi     | 553     | 0,37 %     |         |            |  |  |
|                |                |                      |         |            |         |            |  |  |
|                |                |                      | Nombre  | % inscrits | Nombre  | % inscrits |  |  |
| Inscrits       | Inscrits       | Inscrits             | 179 506 |            | 179 409 |            |  |  |
| Abstentions    | Abstentions    | Abstentions          | 25 635  | 14,28 %    | 24 090  | 13,43 %    |  |  |
| Votants        | Votants        | Votants              | 153 871 | 85,72 %    | 155 319 | 86,57 %    |  |  |
|                |                |                      |         |            |         |            |  |  |
|                |                |                      |         | % votants  |         | % votants  |  |  |
| Blancs ou nuls | Blancs ou nuls | Blancs ou nuls       | 2 783   | 1,81 %     | 8 502   | 5,47 %     |  |  |
| Exprimés       | Exprimés       | Exprimés             | 151 088 | 98,19 %    | 146 817 | 94,53 %    |  |  |

### 2002
Après cinq années de cohabitation, un duel est attendu entre Chirac et le Premier ministre Jospin lors de l'élection présidentielle de 2002, mais, à la surprise générale, ce dernier est devancé par Le Pen au premier tour. Au second tour, Chirac bénéficie du ralliement de la gauche et reçoit un score sans précédent. Il s'agit de la première élection pour un mandat de cinq ans et non plus sept.
Dans la Haute-Saône, Jean-Marie  Le Pen arrive en tête du premier tour avec 22,31 % des exprimés, suivi de Jacques  Chirac (17,99 %), Lionel  Jospin (13,42 %), Jean-Pierre  Chevenement (8,68 %) et Arlette Laguiller (5,53 %). Au second tour, les électeurs ont voté à 75,77 % pour Jacques  Chirac contre 24,23 % pour Jean-Marie  Le Pen avec un taux de participation de 81,85 % des inscrits.
|                | FN             | Jean-Marie Le Pen       | 28 418  | 22,31 %    | 31 709  | 24,23 %    |  |  |
|                | RPR            | Jacques Chirac          | 22 908  | 17,99 %    | 99 155  | 75,77 %    |  |  |
|                | PS             | Lionel Jospin           | 17 091  | 13,42 %    |         |            |  |  |
|                | MC             | Jean-Pierre Chevènement | 11 055  | 8,68 %     |         |            |  |  |
|                | LO             | Arlette Laguiller       | 7 047   | 5,53 %     |         |            |  |  |
|                | UDF            | François Bayrou         | 6 768   | 5,31 %     |         |            |  |  |
|                | LCR            | Olivier Besancenot      | 5 970   | 4,69 %     |         |            |  |  |
|                | CPNT           | Jean Saint-Josse        | 5 963   | 4,68 %     |         |            |  |  |
|                | Les Verts      | Noël Mamère             | 4 957   | 3,89 %     |         |            |  |  |
|                | MNR            | Bruno Mégret            | 4 354   | 3,42 %     |         |            |  |  |
|                | DL             | Alain Madelin           | 4 353   | 3,42 %     |         |            |  |  |
|                | PC             | Robert Hue              | 2 725   | 2,14 %     |         |            |  |  |
|                | Cap21          | Corinne Lepage          | 1 955   | 1,53 %     |         |            |  |  |
|                | PRG            | Christiane Taubira      | 1 878   | 1,47 %     |         |            |  |  |
|                | FRS            | Christine Boutin        | 1 286   | 1,01 %     |         |            |  |  |
|                | PT             | Daniel Gluckstein       | 634     | 0,5 %      |         |            |  |  |
|                |                |                         |         |            |         |            |  |  |
|                |                |                         | Nombre  | % inscrits | Nombre  | % inscrits |  |  |
| Inscrits       | Inscrits       | Inscrits                | 174 494 |            | 174 459 |            |  |  |
| Abstentions    | Abstentions    | Abstentions             | 41 331  | 23,69 %    | 31 662  | 18,15 %    |  |  |
| Votants        | Votants        | Votants                 | 133 163 | 76,31 %    | 142 797 | 81,85 %    |  |  |
|                |                |                         |         |            |         |            |  |  |
|                |                |                         |         | % votants  |         | % votants  |  |  |
| Blancs ou nuls | Blancs ou nuls | Blancs ou nuls          | 5 801   | 4,36 %     | 11 933  | 8,36 %     |  |  |
| Exprimés       | Exprimés       | Exprimés                | 127 362 | 95,64 %    | 130 864 | 91,64 %    |  |  |

### 1995
Après une nouvelle cohabitation et alors que la droite est particulièrement divisée entre Chirac et le Premier ministre Balladur, Jospin réussit à arriver en tête au premier tour de l'élection présidentielle de 1995, malgré la très lourde défaite de la gauche aux législatives de 1993. Au second tour, il est battu par Chirac.
Dans la Haute-Saône, Lionel Jospin arrive en tête du premier tour avec 24,95 % des exprimés, suivi de Jacques Chirac (19,66 %), Édouard Balladur (18,1 %), Jean-Marie Le Pen (16,71 %) et Robert Hue (6,55 %). Au second tour, les électeurs ont voté à 50,39 % pour Jacques Chirac contre 49,61 % pour Lionel Jospin avec un taux de participation de 84,22 % des inscrits.
|                | PS             | Lionel Jospin        | 33 511  | 24,95 %    | 66 303  | 49,61 %    |  |  |
|                | RPR            | Jacques Chirac       | 26 407  | 19,66 %    | 67 334  | 50,39 %    |  |  |
|                | RPR            | Édouard Balladur     | 24 309  | 18,1 %     |         |            |  |  |
|                | FN             | Jean-Marie Le Pen    | 22 440  | 16,71 %    |         |            |  |  |
|                | PC             | Robert Hue           | 8 804   | 6,55 %     |         |            |  |  |
|                | LO             | Arlette Laguiller    | 6 755   | 5,03 %     |         |            |  |  |
|                | MPF            | Philippe de Villiers | 6 646   | 4,95 %     |         |            |  |  |
|                | Les Verts      | Dominique Voynet     | 5 058   | 3,77 %     |         |            |  |  |
|                | S&P            | Jacques Cheminade    | 381     | 0,28 %     |         |            |  |  |
|                |                |                      |         |            |         |            |  |  |
|                |                |                      | Nombre  | % inscrits | Nombre  | % inscrits |  |  |
| Inscrits       | Inscrits       | Inscrits             | 170 138 |            | 170 055 |            |  |  |
| Abstentions    | Abstentions    | Abstentions          | 30 791  | 18,1 %     | 26 828  | 15,78 %    |  |  |
| Votants        | Votants        | Votants              | 139 347 | 81,9 %     | 143 227 | 84,22 %    |  |  |
|                |                |                      |         |            |         |            |  |  |
|                |                |                      |         | % votants  |         | % votants  |  |  |
| Blancs ou nuls | Blancs ou nuls | Blancs ou nuls       | 5 036   | 3,61 %     | 9 590   | 6,7 %      |  |  |
| Exprimés       | Exprimés       | Exprimés             | 134 311 | 96,39 %    | 133 637 | 93,3 %     |  |  |

### 1988
Après deux ans de cohabitation, Mitterrand affronte le Premier ministre Chirac lors de l'élection présidentielle de 1988. Le Pen obtient au premier tour un score jusque-là sans précédent pour un parti d'extrême droite. Au second tour, Mitterrand est facilement réélu.
Dans la Haute-Saône, François Mitterrand arrive en tête du premier tour avec 37,43 % des exprimés, suivi de Jacques Chirac (20,12 %), Raymond Barre (15,49 %), Jean-Marie Le Pen (13,85 %) et André Lajoinie (4,63 %). Au second tour, les électeurs ont voté à 55,13 % pour François Mitterrand contre 44,87 % pour Jacques Chirac avec un taux de participation de 88,2 % des inscrits.
|                | PS                    | François Mitterrand | 50 658  | 37,43 %    | 77 165  | 55,13 %    |  |  |
|                | RPR                   | Jacques Chirac      | 27 237  | 20,12 %    | 62 799  | 44,87 %    |  |  |
|                | SE                    | Raymond Barre       | 20 964  | 15,49 %    |         |            |  |  |
|                | FN                    | Jean-Marie Le Pen   | 18 748  | 13,85 %    |         |            |  |  |
|                | PC                    | André Lajoinie      | 6 261   | 4,63 %     |         |            |  |  |
|                | Les Verts             | Antoine Waechter    | 5 564   | 4,11 %     |         |            |  |  |
|                | LO                    | Arlette Laguiller   | 3 142   | 2,32 %     |         |            |  |  |
|                | Communiste rénovateur | Pierre Juquin       | 2 228   | 1,65 %     |         |            |  |  |
|                | MPT                   | Pierre Boussel      | 547     | 0,4 %      |         |            |  |  |
|                |                       |                     |         |            |         |            |  |  |
|                |                       |                     | Nombre  | % inscrits | Nombre  | % inscrits |  |  |
| Inscrits       | Inscrits              | Inscrits            | 165 622 |            | 165 563 |            |  |  |
| Abstentions    | Abstentions           | Abstentions         | 26 484  | 15,99 %    | 19 539  | 11,8 %     |  |  |
| Votants        | Votants               | Votants             | 139 138 | 84,01 %    | 146 024 | 88,2 %     |  |  |
|                |                       |                     |         |            |         |            |  |  |
|                |                       |                     |         | % votants  |         | % votants  |  |  |
| Blancs ou nuls | Blancs ou nuls        | Blancs ou nuls      | 3 789   | 2,72 %     | 6 060   | 4,15 %     |  |  |
| Exprimés       | Exprimés              | Exprimés            | 135 349 | 97,28 %    | 139 964 | 95,85 %    |  |  |

### 1981
Lors de l'élection présidentielle de 1981, Giscard d'Estaing arrive en tête au premier tour et affronte, comme la fois précédente, Mitterrand. Pour la première fois, un président sortant est battu : Mitterrand devient le premier président de gauche de la Ve République.
Dans la Haute-Saône, François Mitterrand arrive en tête du premier tour avec 29,26 % des exprimés, suivi de Valéry Giscard d'Estaing (28,32 %), Jacques Chirac (18,24 %), Georges Marchais (11,94 %) et Brice Lalonde (3,26 %). Au second tour, les électeurs ont voté à 50,18 % pour François Mitterrand contre 47,33 % pour Valéry Giscard d'Estaing avec un taux de participation de 89,35 % des inscrits.
|                | PS             | François Mitterrand      | 37 614  | 29,26 %    | 72 837  | 52,67 %    |  |  |
|                | UDF            | Valéry Giscard d'Estaing | 36 403  | 28,32 %    | 65 456  | 47,33 %    |  |  |
|                | RPR            | Jacques Chirac           | 23 442  | 18,24 %    |         |            |  |  |
|                | PC             | Georges Marchais         | 15 353  | 11,94 %    |         |            |  |  |
|                | MEP            | Brice Lalonde            | 4 194   | 3,26 %     |         |            |  |  |
|                | LO             | Arlette Laguiller        | 3 625   | 2,82 %     |         |            |  |  |
|                | MRG            | Michel Crépeau           | 3 067   | 2,39 %     |         |            |  |  |
|                | Divers droite  | Michel Debré             | 1 936   | 1,51 %     |         |            |  |  |
|                | Divers droite  | Marie-France Garaud      | 1 650   | 1,28 %     |         |            |  |  |
|                | PSU            | Huguette Bouchardeau     | 1 263   | 0,98 %     |         |            |  |  |
|                |                |                          |         |            |         |            |  |  |
|                |                |                          | Nombre  | % inscrits | Nombre  | % inscrits |  |  |
| Inscrits       | Inscrits       | Inscrits                 | 159 659 |            | 159 600 |            |  |  |
| Abstentions    | Abstentions    | Abstentions              | 28 574  | 17,9 %     | 16 997  | 10,65 %    |  |  |
| Votants        | Votants        | Votants                  | 131 085 | 82,1 %     | 142 603 | 89,35 %    |  |  |
|                |                |                          |         |            |         |            |  |  |
|                |                |                          |         | % votants  |         | % votants  |  |  |
| Blancs ou nuls | Blancs ou nuls | Blancs ou nuls           | 2 538   | 1,94 %     | 4 310   | 3,02 %     |  |  |
| Exprimés       | Exprimés       | Exprimés                 | 128 547 | 98,06 %    | 138 293 | 96,98 %    |  |  |

### 1974
L'élection présidentielle de 1974 est une élection anticipée à la suite de la mort de Pompidou. Mitterrand, candidat unique de la gauche, est largement en tête au premier tour devant Giscard d'Estaing, qui distance lui-même Chaban-Delmas. Au terme d'une campagne animée, marquée par un débat télévisé tendu, Giscard d'Estaing l'emporte avec une très courte avance.
Dans la Haute-Saône, François Mitterrand arrive en tête du premier tour avec 45,02 % des exprimés, suivi de Valéry Giscard d'Estaing (35,42 %), Jacques Chaban-Delmas (11,54 %), Arlette Laguiller (2,59 %) et Jean Royer (2,52 %). Au second tour, les électeurs ont voté à 50,18 % pour Valéry Giscard d'Estaing contre 49,82 % pour François Mitterrand avec un taux de participation de 90,83 % des inscrits.
|                | PS             | François Mitterrand      | 52 525  | 45,02 %    | 60 866  | 49,82 %    |  |  |
|                | RI             | Valéry Giscard d'Estaing | 41 328  | 35,42 %    | 61 306  | 50,18 %    |  |  |
|                | UDR            | Jacques Chaban-Delmas    | 13 461  | 11,54 %    |         |            |  |  |
|                | LO             | Arlette Laguiller        | 3 020   | 2,59 %     |         |            |  |  |
|                | SE             | Jean Royer               | 2 939   | 2,52 %     |         |            |  |  |
|                | SE, écologiste | René Dumont              | 948     | 0,81 %     |         |            |  |  |
|                | MDSF           | Émile Muller             | 850     | 0,73 %     |         |            |  |  |
|                | FN             | Jean-Marie Le Pen        | 749     | 0,64 %     |         |            |  |  |
|                | FCR            | Alain Krivine            | 475     | 0,41 %     |         |            |  |  |
|                | NAR            | Bertrand Renouvin        | 221     | 0,19 %     |         |            |  |  |
|                | MFE            | Jean-Claude Sebag        | 113     | 0,1 %      |         |            |  |  |
|                |                |                          |         |            |         |            |  |  |
|                |                |                          | Nombre  | % inscrits | Nombre  | % inscrits |  |  |
| Inscrits       | Inscrits       | Inscrits                 | 136 423 |            | 136 363 |            |  |  |
| Abstentions    | Abstentions    | Abstentions              | 18 480  | 13,55 %    | 12 506  | 9,17 %     |  |  |
| Votants        | Votants        | Votants                  | 117 943 | 86,45 %    | 123 857 | 90,83 %    |  |  |
|                |                |                          |         |            |         |            |  |  |
|                |                |                          |         | % votants  |         | % votants  |  |  |
| Blancs ou nuls | Blancs ou nuls | Blancs ou nuls           | 1 270   | 1,08 %     | 1 685   | 1,36 %     |  |  |
| Exprimés       | Exprimés       | Exprimés                 | 116 673 | 98,92 %    | 122 172 | 98,64 %    |  |  |

### 1969
L'élection présidentielle de 1969 est une élection anticipée à la suite de la démission de De Gaulle. La gauche se lance désunie dans la course et, bien que Duclos (PCF) manque de le devancer, c'est le président par intérim Poher qui accède au second tour face à l'ex-Premier ministre Pompidou. Alors que Duclos refuse d'appeler à voter au second tour pour « bonnet blanc ou blanc bonnet », Pompidou est finalement largement élu.
Dans la Haute-Saône, Georges Pompidou arrive en tête du premier tour avec 44,5 % des exprimés, suivi de Alain Poher (29,39 %), Jacques Duclos (15,66 %), Gaston Defferre (4,2 %) et Michel Rocard (3,9 %). Au second tour, les électeurs ont voté à 53,18 % pour Georges Pompidou contre 46,82 % pour Alain Poher avec un taux de participation de 76,82 % des inscrits.
|                | UDR            | Georges Pompidou | 46 419  | 44,5 %     | 51 593  | 53,18 %    |  |  |
|                | CD             | Alain Poher      | 30 657  | 29,39 %    | 45 430  | 46,82 %    |  |  |
|                | PC             | Jacques Duclos   | 16 331  | 15,66 %    |         |            |  |  |
|                | SFIO           | Gaston Defferre  | 4 381   | 4,2 %      |         |            |  |  |
|                | PSU            | Michel Rocard    | 4 071   | 3,9 %      |         |            |  |  |
|                | SE             | Louis Ducatel    | 1 264   | 1,21 %     |         |            |  |  |
|                | LC             | Alain Krivine    | 1 187   | 1,14 %     |         |            |  |  |
|                |                |                  |         |            |         |            |  |  |
|                |                |                  | Nombre  | % inscrits | Nombre  | % inscrits |  |  |
| Inscrits       | Inscrits       | Inscrits         | 133 204 |            | 133 123 |            |  |  |
| Abstentions    | Abstentions    | Abstentions      | 27 255  | 20,46 %    | 30 855  | 23,18 %    |  |  |
| Votants        | Votants        | Votants          | 105 949 | 79,54 %    | 102 268 | 76,82 %    |  |  |
|                |                |                  |         |            |         |            |  |  |
|                |                |                  |         | % votants  |         | % votants  |  |  |
| Blancs ou nuls | Blancs ou nuls | Blancs ou nuls   | 1 639   | 1,55 %     | 5 245   | 5,13 %     |  |  |
| Exprimés       | Exprimés       | Exprimés         | 104 310 | 98,45 %    | 97 023  | 94,87 %    |  |  |

### 1965
L'élection présidentielle de 1965 est la première élection au suffrage universel direct à la suite du référendum d'octobre 1962. De Gaulle est mis en ballottage, à la surprise générale, par Mitterrand, candidat unique de la gauche. La campagne du second tour est axée sur l'Europe et les relations internationales ainsi que sur l'armement nucléaire. De Gaulle est finalement réélu avec une large avance.
Dans la Haute-Saône, Charles de Gaulle arrive en tête du premier tour avec 46,21 % des exprimés, suivi de François Mitterrand (34,27 %), Jean Lecanuet (14,27 %), Jean-Louis Tixier-Vignancour (3,26 %) et Marcel Barbu (1,01 %). Au second tour, les électeurs ont voté à 54,59 % pour Charles de Gaulle contre 45,41 % pour François Mitterrand avec un taux de participation de 86,93 % des inscrits.
|                | UNR            | Charles de Gaulle            | 51 543  | 46,21 %    | 60 826  | 54,59 %    |  |  |
|                | CIR            | François Mitterrand          | 38 229  | 34,27 %    | 50 594  | 45,41 %    |  |  |
|                | MRP            | Jean Lecanuet                | 15 920  | 14,27 %    |         |            |  |  |
|                | SE             | Jean-Louis Tixier-Vignancour | 3 638   | 3,26 %     |         |            |  |  |
|                | SE             | Marcel Barbu                 | 1 129   | 1,01 %     |         |            |  |  |
|                | PLE            | Pierre Marcilhacy            | 1 081   | 0,97 %     |         |            |  |  |
|                |                |                              |         |            |         |            |  |  |
|                |                |                              | Nombre  | % inscrits | Nombre  | % inscrits |  |  |
| Inscrits       | Inscrits       | Inscrits                     | 131 843 |            | 131 810 |            |  |  |
| Abstentions    | Abstentions    | Abstentions                  | 18 908  | 14,34 %    | 17 233  | 13,07 %    |  |  |
| Votants        | Votants        | Votants                      | 112 935 | 85,66 %    | 114 577 | 86,93 %    |  |  |
|                |                |                              |         |            |         |            |  |  |
|                |                |                              |         | % votants  |         | % votants  |  |  |
| Blancs ou nuls | Blancs ou nuls | Blancs ou nuls               | 1 395   | 1,24 %     | 3 157   | 2,76 %     |  |  |
| Exprimés       | Exprimés       | Exprimés                     | 111 540 | 98,76 %    | 111 420 | 97,24 %    |  |  |